# Nicholas Schenck
Nicholas M. Schenck  (* 14. November 1881 in Rybinsk, Russisches Kaiserreich; † 4. März 1969 in Florida, Vereinigte Staaten) war ein russisch-amerikanischer Filmpionier und einer der Gründer der Filmbranche in Hollywood.

## Leben
Nicholas Schenck war der Vorstandsvorsitzende von Loew’s, Inc. und ihres bekannten Tochterunternehmens, der Filmproduktionsgesellschaft Metro-Goldwyn-Mayer. Schenck blieb in New York City und war der Vorgesetzte von Louis B. Mayer, dem Vize-Präsidenten von MGM. In den 1950er Jahren entließ Schenck Mayer; kurz danach ging er in den Ruhestand. 
Insgesamt leitete Schenck mindestens 100 Unternehmen und bezog eines der höchsten Gehälter in der damaligen Filmbranche. Einige Quellen behaupten, er sei während der dreißiger Jahre der achtreichste Mann in Amerika gewesen.
Nicholas Schencks Bruder Joseph Schenck war ebenfalls in der Filmbranche tätig, unter anderem an der Spitze von United Artists und 20th Century Fox.
Schenck war zweimal verheiratet, zuletzt mit Pansy Wilcox, der Schwester des Regisseurs Fred M. Wilcox. Er war Vater von drei Töchtern, darunter die Schauspielerin Niki Dantine.